# Interfaz táctil de usuario
La interfaz táctil de usuario, conocida también como TUI (del inglés Touch User Interface) es una interfaz de usuario que permite la comunicación entre un usuario y un dispositivo electrónico mediante el sentido del tacto a través de una pantalla sensible.  
Utiliza la ayuda de una interfaz gráfica de usuario, conocida también como GUI (del inglés Graphical User Interface) para representar gráficamente un panel de control que permita interactuar al usuario con el dispositivo electrónico.

## Especificaciones HID
Los dispositivos que utilizan una interfaz táctil de usuario se encuentran definidos dentro de la especificación de dispositivos de interfaz humana, conocidos como HID (del inglés Human Interface Device).

Parámetros:
- Tip Pressure: Representa la fuerza por un transductor.
- Barrel Pressure: Representa la fuerza que ejerce el usuario en el sensor del transductor.
- In Range: Indica si el transductor se encuentra en el área donde el proceso de digitalización es posible.
- Touch: Indica si un elemento está en contacto con el dispositivo.
- Untouch: Indica si un elemento ha perdido contacto con la superficie del dispositivo.
- Tap: Indica que se ha realizado un toque con un elemento en el dispositivo, levantándolo rápidamente sin prolongar el contacto.

## Touchpad o Trackpad
El Touchpad o el Trackpad son dispositivos táctiles que permiten controlar un cursor para navegar sobre una GUI, es decir, comunican a un usuario con un dispositivo electrónico actuando como substitutos de los antiguos ratones de los ordenadores de sobremesa. 
 
Actúa como periférico de entrada porque mediante un contacto directo sobre su superficie permite dar órdenes al dispositivo, pero no actúa como un periférico de salida porque no es el en encargado de mostrar los resultados previamente introducidos, sino la pantalla.

### Funcionamiento
Existen dos tipos de metodología de funcionamiento:

#### Método de la matriz
El método de la matriz consiste en un conjunto de conductores colocados en una serie de líneas, paralelas en dos niveles, las cuales están separadas por un aislante y cruzadas formando ángulos rectos creando una especie de red o cuadrícula.
Una señal de alta frecuencia se aplica de forma secuencial entre las parejas de esta red de dos dimensiones. La corriente que pasa entre los nodos es proporcional a la capacitancia. 
Cuando un elemento se sitúa sobre una de las intersecciones de la capa conductora algunos campos eléctricos se desvían a ese punto dando lugar a un cambio en la capacidad aparente.

#### Método de la derivación capacitiva
El método de la derivación capacitiva detecta el cambio en la capacidad entre un transmisor y un receptor que se encuentran en lados opuestos de un mismo sensor. El transmisor genera un campo eléctrico que oscila entre 200-300 kHz. Cuando un elemento se sitúa entre el transmisor y el receptor, algunas de las líneas de campo se desvían disminuyendo la capacidad aparente.

## Pantalla táctil
Una pantalla táctil (del inglés Touch Screen), es una pantalla que permite la interacción entre un usuario y un dispositivo electrónico mediante el sentido del tacto directamente sobre su superficie. El contacto suele producirse con los dedos o utilizando cualquier otra herramienta como un lápiz óptico.

Actúa como periférico tanto de entrada como de salida porque mediante un toque directo sobre su superficie permite dar órdenes al dispositivo, mientras que también muestra los resultados previamente introducidos.

### Funcionamiento
Existen diversos tipos de pantallas táctiles, cada una de las cuales tiene un funcionamiento diferente:

#### Resistiva
Las pantallas táctiles resistivas están formadas por diversas capas finas, pese a que las más importantes sólo sean dos, ambas compuestas por un material conductor y separadas a una distancia. 
Cuando se produce una presión en la superficie exterior, las dos capas entran en contacto en un punto en concreto, donde se produce un cambio en la corriente eléctrica que generará un señal que será procesado por un controlador, el cual será capaz de interpretar las órdenes del usuario. 

Son más baratas y no les afectan el polvo ni el agua, y además pueden ser usadas con un puntero o con el dedo. Sin embargo, pierden hasta un 25% del brillo y no son tan precisas.

#### Capacitiva
Las pantallas táctiles capacitivas están hechas con un material aislante, como el vidrio, y recubiertas por un material conductor transparente, como el óxido de estaño. También contienen un sensor que conduce corriente eléctrica continua. Cuando se produce una presión en la pantalla, el campo electroestático de la pantalla varía, lo que se traduce en un cambio de capacitancia del sensor. Los encargados de medir la distorsión resultante en la onda sinusoidal característica del campo de referencia son los circuitos electrónicos situados en cada esquina. Y esta información se envía al controlador para su procesamiento matemático.

La calidad de imagen es mejor, son mucho más precisas y permiten el uso de varios dedos a la vez. Sin embargo, son más caras y no se pueden usar con puntero normal, sino con uno especial para las pantallas capacitivas.

## El cuerpo como pantalla
Es la tecnología que permite la comunicación entre un usuario y un dispositivo electrónico mediante el sentido del tacto utilizando como pantalla sensible el cuerpo humano.  
Siempre actúa como periférico de entrada porque mediante el contacto directo sobre el cuerpo permite dar órdenes al dispositivo. Sin embargo, no siempre actúa como un periférico de salida, dependerá de dónde se visualice la interfaz gráfica de usuario, si en el propio cuerpo o en una pantalla.

### Funcionamiento
El mecanismo que utiliza esta tecnología se basa en el análisis de las vibraciones mecánicas que se propagan a través del cuerpo.
Cuando un elemento entra en contacto con alguna parte de nuestro cuerpo se producen distintos tipos de energía acústica, clasificados según el tipo de onda. 
Se distinguen dos grandes tipos según la frecuencia característica y la distancia que recorren: 
- Las ondas transversales, que se propagan directamente a través de la superficie del cuerpo.
- Las ondas longitudinales, que se propagan tanto dentro como fuera de los huesos a través de los tejidos blandos.

Para captar estas ondas se utiliza una serie de sensores de vibración muy precisos, en concreto se emplean pequeñas piezas de película en voladizo. Añadiendo pequeñas pesas al final del voladizo, se consigue alterar la frecuencia de resonancia, permitiendo la detección de la respuesta en una única y estrecha banda de baja frecuencia del espectro acústico. Además los sensores son muy sensibles a los movimientos perpendiculares a la piel, por lo tanto son perfectos tanto para capturar las ondas transversales de la superficie como las ondas longitudinales que emanan las estructuras interiores. Y son insensibles a las fuerzas paralelas de la piel, como los movimientos causador por los estiramientos. 
Para capturar digitalmente los datos de los sensores se utiliza una interfaz de audio. Los datos primero se visualizan, después se segmentan en partes independientes y finalmente se analizan para ser clasificadas mediante SVM (del inglés Support Vector Machine).

### Ejemplo
Skinput es un proyecto perteneciente a la compañía Microsoft que emplea esta tecnología, es decir, utiliza como interfaz, entre el usuario y un dispositivo electrónico, el sentido táctil usando como pantalla sensible el brazo. 
Se basa en un brazalete que consta de unos sensores que captan las ondas mecánicas de baja frecuencia que se propagan por el brazo cuando un elemento contacta con cualquier parte del brazo. Además lleva incorporado un proyector que permite visualizar la interfaz gráfica en el antebrazo, por lo que actúa tanto como periférico de entrada como de salida.